# Caryophyllia rugosa
Caryophyllia rugosa is een rifkoralensoort uit de familie Caryophylliidae. De wetenschappelijke naam van de soort is voor het eerst geldig gepubliceerd in 1881 door Henry Nottidge Moseley.